# Kryptonesticus deelemanae
Espèce
Kryptonesticus deelemanae est une espèce d'araignées aranéomorphes de la famille des Nesticidae.

## Distribution
Cette espèce est endémique de Croatie.

## Description

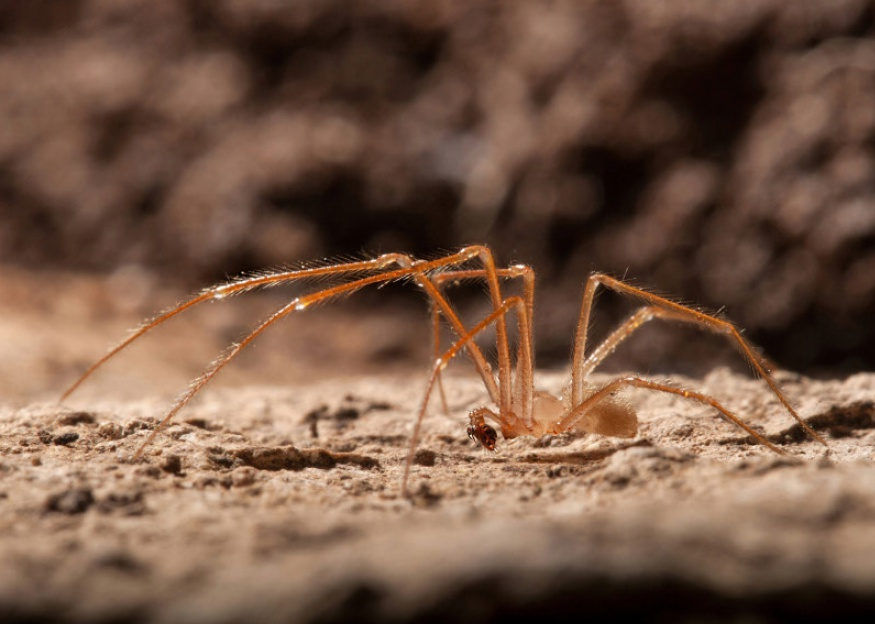
Kryptonesticus deelemanae ♂

Le mâle holotype mesure 3,627 mm et la femelle paratype 4,275 mm.

## Étymologie
Cette espèce est nommée en l'honneur de Christa Laetitia Deeleman-Reinhold.

## Publication originale
- Pavlek & Ribera, 2017 : Kryptonesticus deelemanae gen. et sp. nov. (Araneae, Nesticidae), with notes on the Mediterranean cave species. European Journal of Taxonomy, no 262, p. 1-27 (texte intégral).